# Comberouger
Comberouger là một xã của tỉnh Tarn-et-Garonne, thuộc vùng Occitanie, miền nam nước Pháp.

## Các trang web và di tích

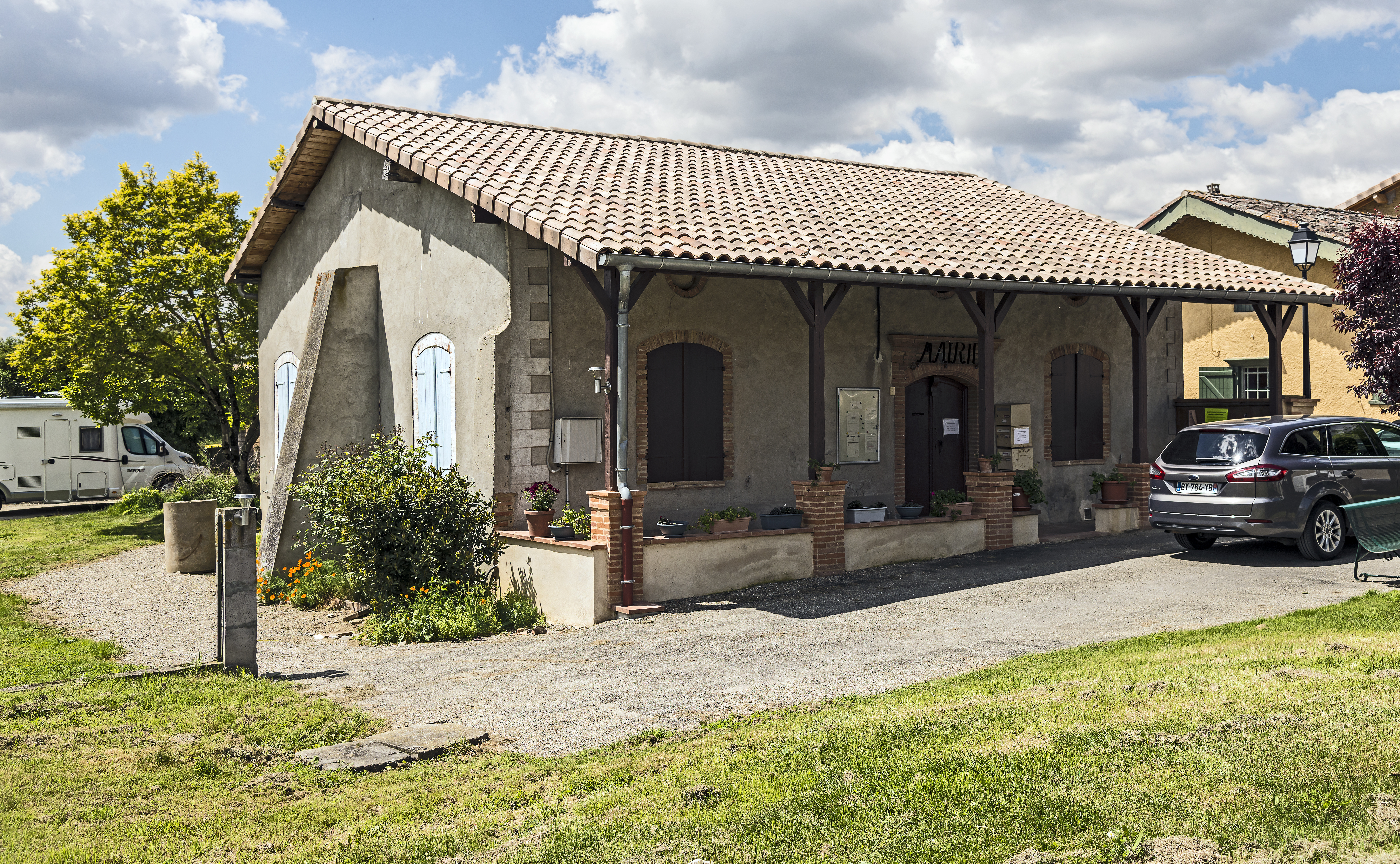
Thành phố Hall
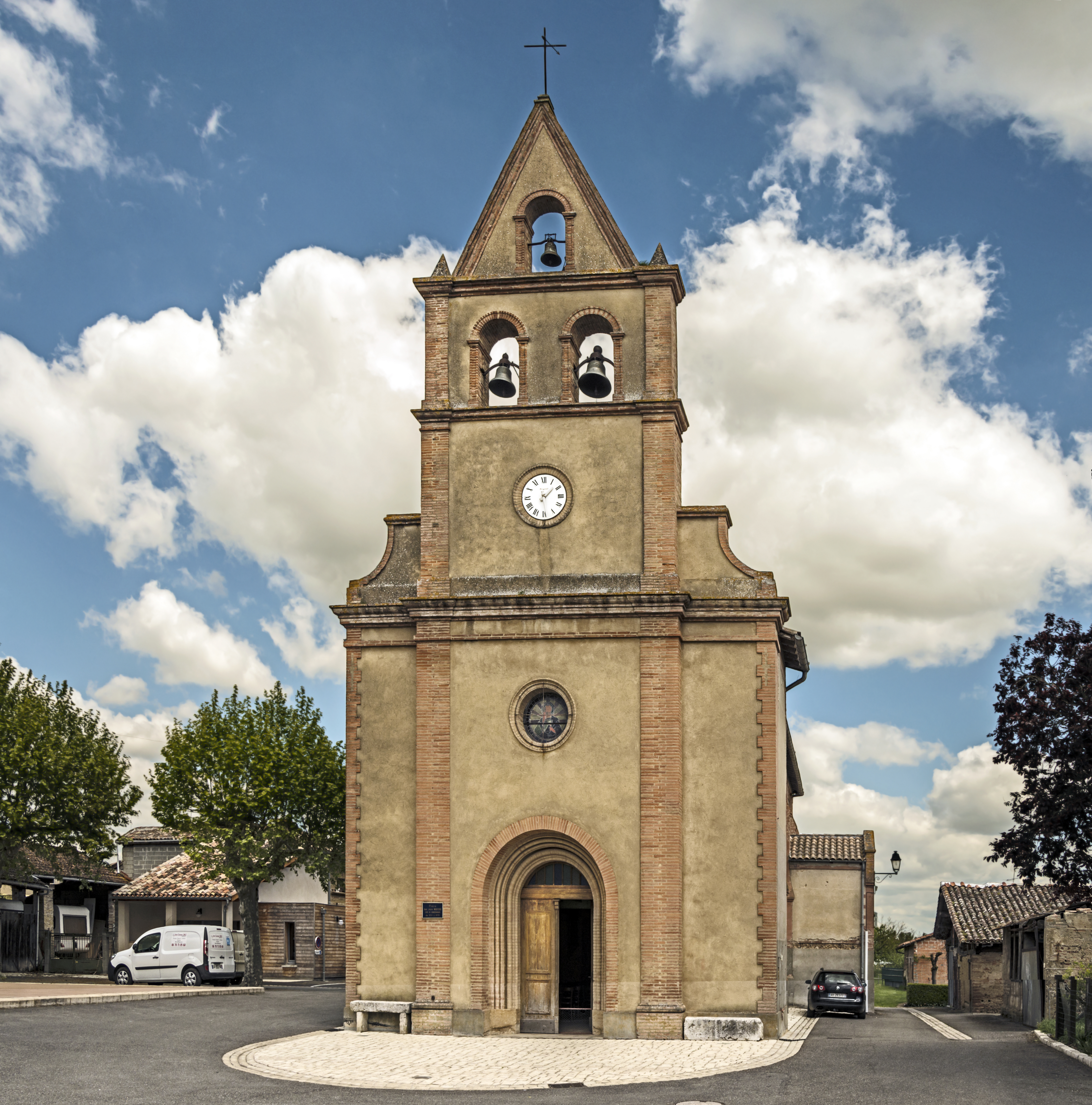
Các nhà thờ
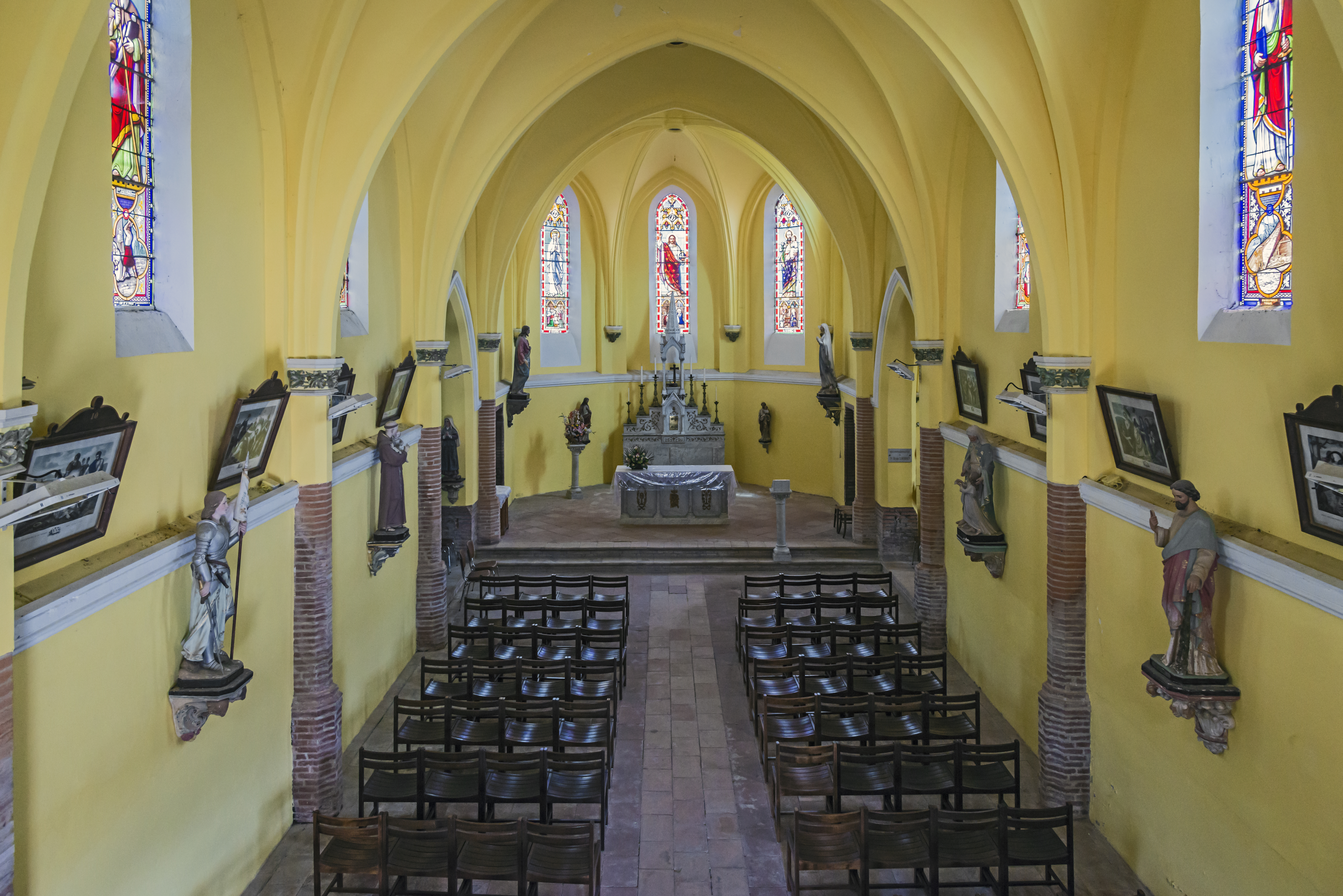
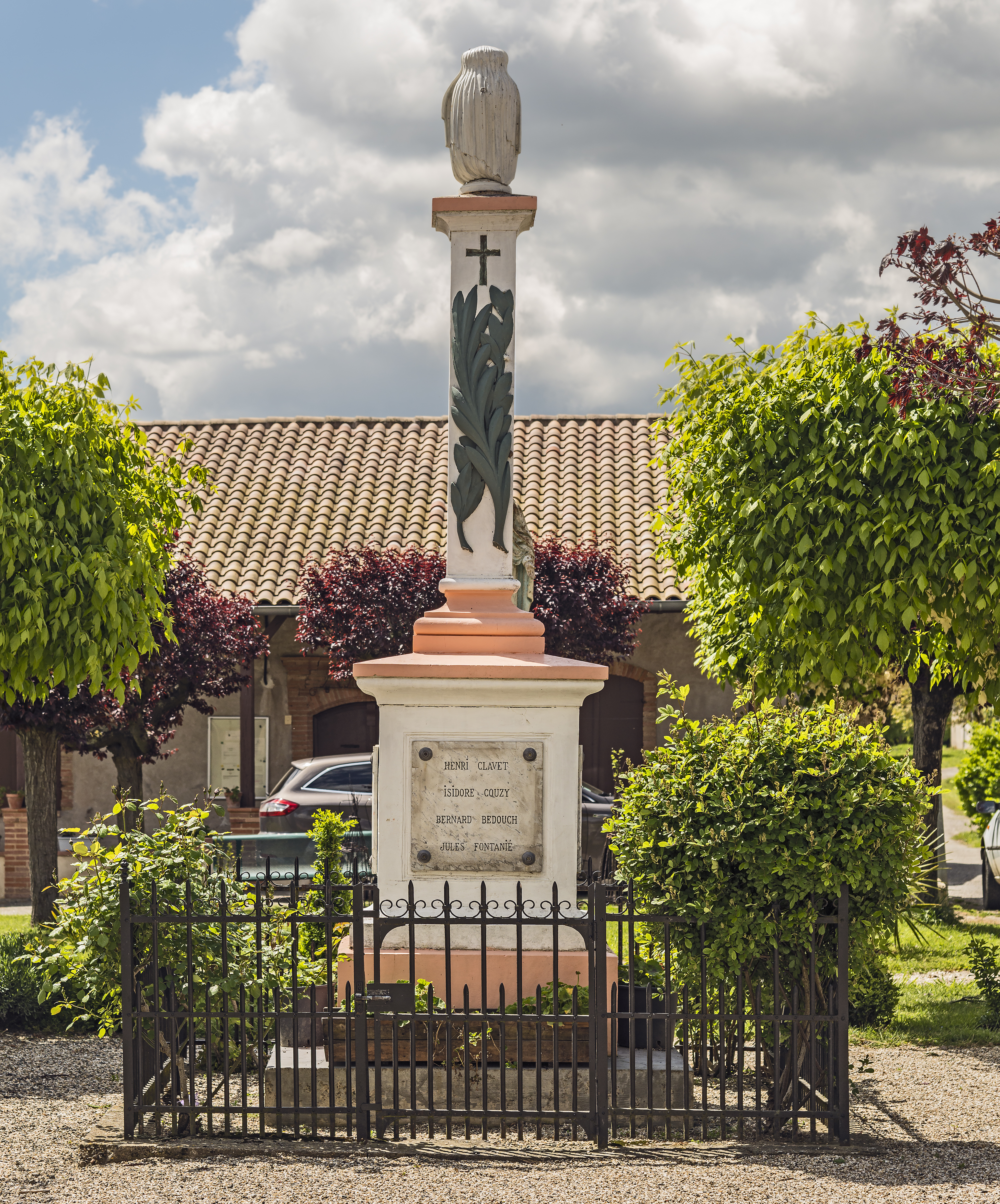
Các đài tưởng niệm chiến tranh